# Hành vi đa màn hình
Hành vi đa màn hình (Multiscreen Behavior) là hành vi mà người dùng sử dụng kết hợp nhiều màn hình thiết bị công nghệ một cách vô thức hoặc có chủ đích để phục vụ cho các nhu cầu sử dụng của mình.